# Rezerwat przyrody Tęczynów
Rezerwat przyrody Tęczynów – rezerwat leśny położony na terenie powiatu strzeleckiego, w gminie Strzelce Opolskie (województwo opolskie). Zajmuje niewielką część większego kompleksu leśnego ciągnącego się pomiędzy Strzelcami Opolskimi a Tarnowem Opolskim.
Obszar chroniony utworzony został w 2000 r. w celu zachowania drzewostanu buczyny niżowej i grądu subkontynentalnego z rzadkimi i chronionymi gatunkami runa. Rezerwat znajduje się poza granicami wielkoobszarowych form ochrony przyrody i nie posiada otuliny.
Powierzchnia rezerwatu liczy 33,40 ha (akt prawny powołujący rezerwat podawał 33,90 ha).
Drzewostan rezerwatu tworzy dwa zbiorowiska roślinne będące jednocześnie chronionymi siedliskami przyrodniczymi: żyzna buczyna niżowa i grąd subkontynentalny. Runo lasu w rezerwacie porasta szereg rzadkich i chronionych roślin naczyniowych. Są to m.in. cztery gatunki storczyków: buławnik wielkokwiatowy, buławnik czerwony, podkolan biały, gnieźnik leśny oraz lilia złotogłów, miodownik melisowaty i orlik pospolity.
Fauna rezerwatu obejmuje m.in. popielicę.
Rezerwat leży na terenie Nadleśnictwa Strzelce Opolskie. Nadzór sprawuje Regionalny Dyrektor Ochrony Środowiska w Opolu. Na mocy obowiązującego planu ochrony ustanowionego w 2016 roku, obszar rezerwatu objęty jest ochroną ścisłą.